# 東大阪市立上小阪小学校
東大阪市立上小阪小学校（ひがしおおさかしりつ かみこさかしょうがっこう）は、大阪府東大阪市上小阪三丁目にある公立小学校。
1944年に布施市小阪国民学校（現在の東大阪市立小阪小学校）より分離開校した。東大阪市の南西部・近畿大学本部キャンパス周辺の住宅・商店・中小工場が混在する地域を校区としている。

## 沿革
- 1944年4月1日 - 布施市上小阪国民学校として開校。
- 1944年11月17日 - 校舎落成式典を実施。この日を創立記念日とする。
- 1947年4月1日 - 学制改革により、布施市立上小阪小学校と改称。
- 1967年2月1日 - 布施市など3市合併で東大阪市が発足したことに伴い、東大阪市立上小阪小学校と改称。

## 通学区域
- 東大阪市 上小阪1丁目-4丁目、小若江3丁目（一部）、小若江4丁目、新上小阪、西上小阪、東上小阪、菱屋西1丁目（一部）、宝持2丁目-3丁目、南上小阪（一部）。

卒業生は基本的に東大阪市立上小阪中学校に進学する。

## 交通
- 近鉄大阪線 長瀬駅 北東へ約1km。
- 近鉄奈良線 八戸ノ里駅 南へ約1.6km。
- 近鉄バス 上小阪1丁目バス停、宝持西バス停。